# Distrito de Jumla
Distrito de Jumla (en Nepali जुम्ला जिल्ला Audioⓘ), es uno de los diez distritos de la provincia de Karnali, Nepal. El distrito tiene como sede al poblado de Jumla, un área de 2531 kilómetros cuadrados (977 mi²). El distrito contaba con poblaciones de 89.427 y 108.921, respectivamente, para los censos nacionales de 2001 y 2011.
El idioma nepalí (entonces conocido como idioma khas) se originó en el valle de Sinja. Sinja fue la capital del Reino de Khas, y el dialecto llamado "Khas Bhasa" todavía se habla entre la gente de esa región.

## Historia

### Reino de Khasa
Jumla fue parte del reino de Khasa durante el siglo XI al XIII. Fue un reino medieval establecido en regiones que actualmente están en el extremo occidental de Nepal y partes del estado de Uttarakhand en la India. Eran pequeños reinos soberanos y aliados intermitentemente en el subcontinente indio, gobernados por Khasas del Nepal medieval, ubicados alrededor de la cuenca del río Karnali-Bheri. Después del siglo XIII, el Reino Khasa colapsó y se dividió en Baise Rajya (22 principados) en la región Karnali-Bheri, El entonces Reino de Jumla fue uno de ellos.

### Reino de Jumla
El Reino de Jumla fue uno de los muchos reinos que habitaban en Nepal antes de su reunificación por el rey Prithvi Narayan Shah de Gorkha y más tarde por su hijo menor Bahadur Shah. El reino fue fundado alrededor de 1404 cuando Baliraja, quien contrajo matrimonio con la hija del último gobernante del Reino Yatse (Malla), sucedió a su suegro. Fue uno de los reinos más poderosos del oeste de Nepal, siendo uno de los 22 principados Baise de la región de Karnali, que una vez fueron parte del más grande Reino Yatse. Después de siglos de guerra intermitente entre sus vecinos, Jumla se apropió del reino de Mustang en 1760. A finales del siglo XVIII, el reino de Jumla se defendió con éxito del primer ataque del rey Prithivi Narayan Shah, y la leyenda incluso cuenta que el rey resultó herido en la batalla. Luego, con la ayuda de los reinos que rodeaban a Jumla, Bahadur Shah atacó nuevamente y anexó Jumla para los reyes Gorkha en 1789. Los reyes del Reino de Jumla eran Thakuris (Sijapati, Malla, Shahi) como lo eran los reyes de Gorkha.
El Reino de Jumla pertenecía a los reinos más extensos de Nepal anteriores a la unificación. En el apogeo de su poder se extendió desde Mustang en el este hasta el actual Uttarakhand, un estado en India, territorio que el Reino de Nepal perdió ante la Compañía de las Indias Orientales en 1816 durante la partición de Nepal. Los reyes del Reino de Jumla pertenecían a la dinastía Kalyal, vinculada al clan Mewar de Rajastán, India. También ha habido matrimonios entre la familia real de Jumla y la familia real del Sha de Nepal.

## Geografía y clima
Geográficamente, Jumla es una región montañosa del Himalaya cuyas elevaciones varían entre 915 metros (3002,0 pies) a 4679 metros (15 351 pies). La región del Alto Himalaya está formada por las cordilleras Patarasi y Kanjirowa. Los principales ríos de Jumla son Hima, Tila y Jawa.
| Zona climática  | Rango de elevación                       | % de Área |
| --------------- | ---------------------------------------- | --------- |
| Templado        | 2.000 a 3.000 metros 6.400 a 9.800 pie   | 25,3%     |
| Subalpino       | 3.000 a 4.000 metros 9.800 a 13.100 pie  | 49,7%     |
| alpino          | 4.000 a 5.000 metros 13.100 a 16.400 pie | 13,9%     |
| Nival           | por encima de 5.000 metros               | 7,3%      |
| Transhimaláyico | 3.000 a 6.400 metros 9.800 a 21.000 pie  | 3,8%      |

## Demografía
Para el censo de Nepal de 2011, el distrito de Jumla tenía una población de 108.921 habitantes.
Como primera lengua, el 98,8% hablaba jumli khas o nepalí, el 0,6% tamang, el 0,3% sherpa y el 0,1% otras lenguas.
Etnia/casta: 60,4% eran Chhetri, 10,9% Hill Brahmin, 7,4% Kami, 7,4% Thakuri, 7,1% Sarki, 2,5% Damai /Dholi, 1,1% Sanyasi/Dasnami, 1,1% Tamang, 0,9% Lohar, 0,2% Gharti/ Bhujel, 0,2% Newar, 0,1% Bhote, 0,1% Gurung, 0,1% Magar, 0,1% Musalman, 0,1% Thakali y 0,2% otros. 
Religión: el 97,9% eran hindúes, el 1,2% budistas, el 0,7% cristianos, el 0,1% musulmanes y el 0,1% otros.
Alfabetización: 54,0% sabía leer y escribir, 3,4% sólo sabía leer y 42,5% no sabía ni leer ni escribir.

## Divisiones
El 10 de marzo de 2017, el Gobierno de Nepal restringió las antiguas estructuras y divisiones administrativas y anunció 744 nuevas unidades de nivel local (9 agregadas posteriormente) de conformidad con la nueva constitución de Nepal de 2015.
Según la nueva estructura, el distrito de Jumla se divide en 1 municipio urbano y 7 municipios rurales:

### Municipios
- Chandannath (Urbano)
- Kankasundari (Rural)
- Sinja (Rural)
- Hima (Rural)
- Tila (Rural)
- Guthichaur (Rural)
- Tatopani (Rural)
- Patarasi (Rural)

## Cultura

### Etnomedicina
La mayoría de la población en Jumla sigue el budismo y la religión Bön, por lo que tienen una fuerte creencia y fe en la práctica medicinal a base de hierbas tradicionales para el tratamiento de la salud. Por lo tanto, la conservación de las plantas medicinales no solo es vital para su sustento, sino que también tiene un inmenso significado cultural para la región. Jumla, junto con los distritos de Humla, Dolpa y Mustang, tienen una historia de poblados que usa plantas tradicionales con fines medicinales. Las investigaciones han demostrado que existen hasta 109 especies diferentes de etnomedicina en estas áreas. Por ejemplo, el jugo de la fruta y la cubierta de las semillas de Juglans regia se utilizan para tratar heridas, mientras que la pasta de la corteza se aplica para la artritis y el crecimiento del cabello.
Las especies más comunes en esta farmacopea incluyen Allium acuminatum, Ophiocordyceps sinensis, Dactylorhiza hatagirea y Rheum australe. Los géneros Aconitum, Allium, Arisaema, Berberis, Corydalis, Gentiana, Hippophae, Juniperus y Rhododendron poseen al menos dos especies con uso etnomedicinal en esta región. Labiatae fue la familia más importante desde el punto de vista medicinal con cinco especies utilizadas, seguida de Araceae, Asteraceae, Liliaceae, Polygonaceae, Ranunculaceae, Scrophulariaceae y Apiaceae, cada una contribuyendo con al menos cuatro especies.

### Etnomedicina Veterinaria
Se sabe que en el distrito de Jumla se utilizan quince especies diferentes de plantas en prácticas etnoveterinarias.
Un estudio de 2019 sobre los tipos de sangre de los habitantes en Jumla reveló que A positivo es el tipo de sangre más común, mientras que B positivo fue el más solicitado al banco de sangre de la Academia de Ciencias de la Salud de Karnali. También se indica que la demanda más frecuente de sangre provino del departamento de ginecología. 
Un estudio sobre la preparación de los centros de salud para los servicios de salud materna y neonatal en 2021 concluyó que los centros de salud tienen mejores niveles de personal, tienen acceso a medicamentos esenciales y provisión de transporte en ambulancia para mujeres y niños.

### Mujeres de Jumla
Un estudio reciente de Nepal descubrió que el suicidio era la principal causa de muerte entre las mujeres en edad fértil. Como parte de una investigación sobre las principales causas de muerte entre las mujeres nepalesas en edad fértil, un estudio sobre la salud mental y el suicidio entre las mujeres en Jumla ha descubierto que hay seis aspectos relacionados con la vida de las mujeres y sus opiniones sobre el suicidio: problemas de salud mental; economía; educación; problemas domésticos; impactos diferenciales de género; suicidio y pensamientos al respecto.
Un estudio destinado a encontrar la frecuencia del embarazo adolescente, sus resultados reveló que constituyen el 22% entre el total de partos y que las complicaciones maternas representaban el 33% del total de embarazos. La conciencia sobre el embarazo adolescente es baja.
Las mujeres de Jumla fueron unas de las primeras en ser reclutadas en la insurgencia maoísta.
El matrimonio infantil está muy extendido en Jumla a partir de 2019.[cita requerida]
El 64,4% de las mujeres del distrito son analfabetas. 

### Lagi-Lagitya
Una dependencia económica entre castas en unas relaciones laborales contractuales hereditarias de largo plazo lleva El nombre de Lagi-Lagitya. Las castas Bahun, Thakuri y Chettri, que poseen tierras pero no las cultivan, emplean a grupos de castas inferiores de Kami y Sarki para trabajar sus tierras.

## Recursos naturales
El distrito de Jumla es rico en productos forestales no maderables (PFNM), a saber, plantas medicinales y aromáticas. El 41% del distrito está cubierto de bosques y pastizales.

### Animales y cultivos
El oso negro del Himalaya daña los cultivos y ataca al ganado, pero los lugareños apoyan la conservación del animal. El panda rojo (Ailurus fulgens), una especie carnívora amenazada, se encuentra en los terrenos del distrito de Jumla.
Las plantas se utilizan ampliamente como recurso para el pastoreo en las Himalayas. El pastoreo rotativo del ganado y la cosecha selectiva aplicados principalmente por los curanderos amchis fueron los únicos enfoques de gestión sostenible destinados a limitar las presiones sobre la tierra y las especies vegetales. Los factores físicos y naturales provocan variación en la productividad de los cultivos en las zonas montañosas en función de las peculiaridades del entorno montañoso que inciden directamente en la productividad de los cultivos.

### Cultivo de arroz
Jumli Marshi es una variedad de arroz de gran altitud que se cree que se cultiva en Jumla desde hace 1300 años.